# 狭颅田鼠
狭颅田鼠（学名：Lasiopodomys (Stenocranius）为仓鼠科毛足田鼠屬的动物。在中国大陆，分布于新疆、河北、内蒙古等地，主要栖息于森林中草甸、森林草原、草原、荒野、耕地。该物种的模式产地在西伯利亚楚累姆河。

## 亚种
- 狭颅田鼠内蒙亚种（学名：Microtus gregalis angustus），Thomas于1908年命名。在中国大陆，分布于内蒙古（中部）、河北（北部）等地。该物种的模式产地在内蒙古。[3]
- 狭颅田鼠哈萨克亚种（学名：Microtus gregalis dolguschini），Afanasiev于1939年命名。在中国大陆，分布于新疆等地。该物种的模式产地在哈萨克斯坦伊犁河下游。[4]
- 狭颅田鼠艾氏亚种（学名：Microtus gregalis eversmanni），Poliakov于1881年命名。在中国大陆，分布于新疆（玛依尔山）等地。该物种的模式产地在西伯利亚阿尔泰山。[5]
- 狭颅田鼠贝加尔亚种（学名：Microtus gregalis raddei），Poliakov于1881年命名。在中国大陆，分布于锡林郭勒中部）、内蒙古（呼伦贝尔等地。该物种的模式产地在蒙古。[6]
- 狭颅田鼠谢尔塔拉亚种（学名：Microtus gregalis sirtalaensis），Ma于1965年命名。在中国大陆，分布于内蒙古（谢尔塔拉）等地。该物种的模式产地在内蒙古海拉尔谢尔塔拉。[7]
- 狭颅田鼠天山亚种（学名：Microtus gregalis tianscharicus），Thomas于1912年命名。在中国大陆，分布于新疆（天山山地）等地。该物种的模式产地在天山。[8]